# Fachhochschule für Wirtschaft Genf

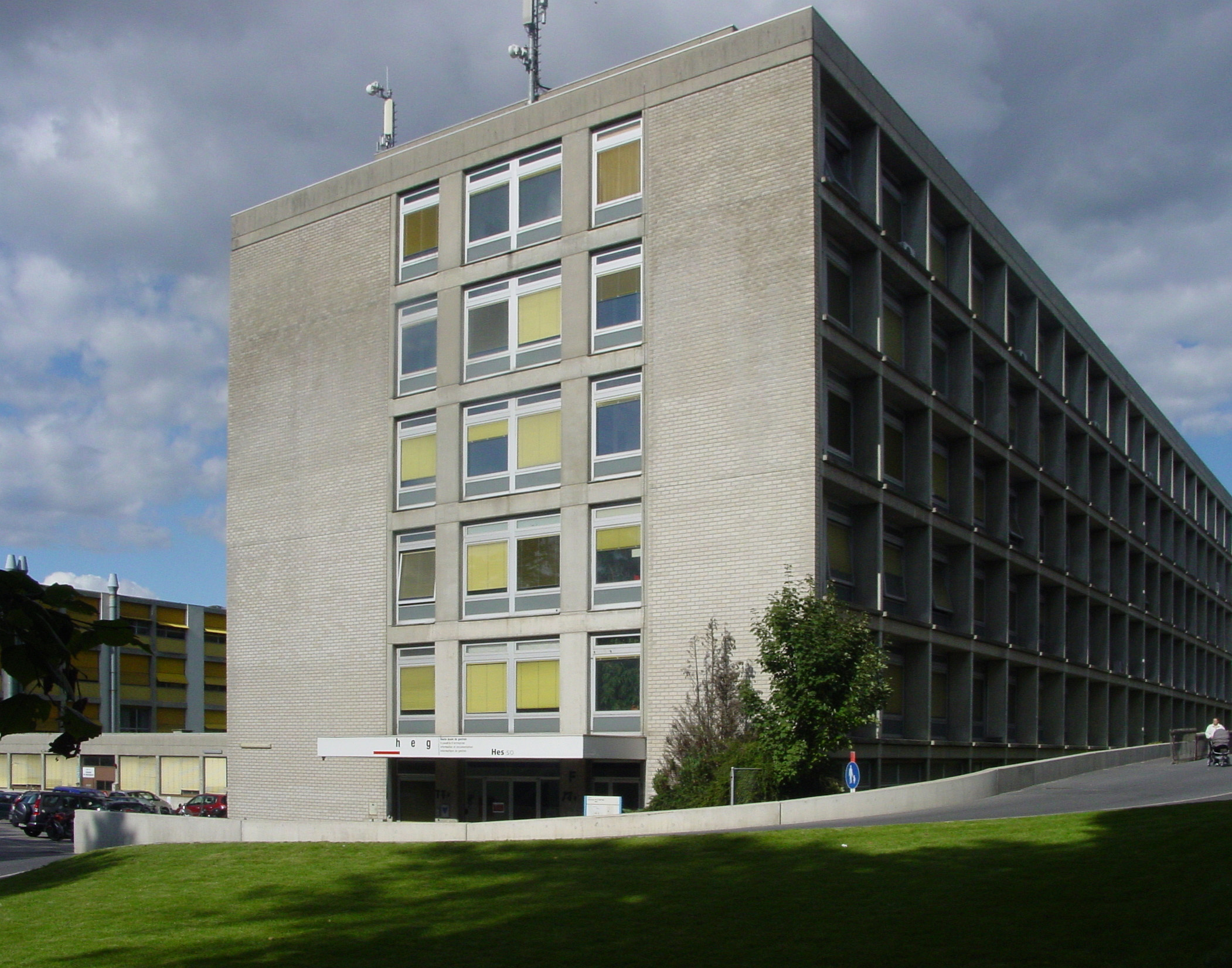
Fachhochschule für Wirtschaft Genf

Die „Haute École de Gestion“ (HEG) in Carouge ist aus den „écoles professionnelles genevoises“ hervorgegangen und seit 1998 eine Fachhochschule, die der Haute école spécialisée de Suisse occidentale (HES-SO) angeschlossen ist. Sie ist die einzige Fachhochschule der Schweiz, die drei verschiedene Studiengänge in den Bereichen Wirtschaft und Dienstleistungen anbietet: Betriebsökonomie, Wirtschaftsinformatik und Information & Dokumentation.
In den drei Studiengängen sind Teilzeit- und/oder Vollzeitausbildungen möglich, die mit einem HES-Diplom abgeschlossen werden und in den Bereichen Wirtschaft und Verwaltung zur Anwendung kommen können.
In Zusammenarbeit mit anderen Fachhochschulen veranstaltet die HEG berufsbezogene Fortbildungskurse an. Die HEG betreut weiterhin Rechercheprojekte.

## Studiengänge

### Betriebsökonom HES
Das Studium zum Betriebsökonom HES beinhaltet Kenntnisse in der Führung von Unternehmen, der sprachlichen Ausbildung sowie Management und Informatik. Es kann zwischen einem Vollzeit- (3 Jahre) und einem Teilzeitstudium (4 Jahre) gewählt werden.

### Wirtschaftsinformatiker HES
Das Studium zum Wirtschaftsinformatiker HES beinhaltet Kenntnisse im „Program Engineering“ und in Informationssystemen sowie einen Kurs in Wirtschaft, Kommunikation und Management.

### Informationswissenschaft HES
1918 wurde die Schule für soziale Studien für Frauen in Genf eröffnet. Sie bildete Personal für den öffentlichen und sozialen Dienst aus und führt auch eine Abteilung für Bibliothekswissenschaften. Diese nannte sich „Abteilung für Bibliothekare/Sekretäre“ (section des bibliothécaires-secrétaires). Die Ausbildung der Bibliothekare wurde bis 1947 gemeinsam mit dem Lehrgang zum Sozialarbeiter geführt. Sie umfasste fachspezifische Kurse in Bibliothekswesen und Literatur sowie Latein.
Die Abteilung der Bibliothekare/Sekretäre wurde 1948 zur „Schule für Bibliothekare“ (École de bibliothécaire). Dadurch entstand eine Unabhängigkeit gegenüber den anderen Bildungszweigen der Schule mit eigenem Studienprogramm. Nach einer Überarbeitung des Kursangebotes, wurde die Schule für Bibliothekare 1990 zur Schule für Informations- und Dokumentationswissenschaften (École supérieure d’information documentaire, E.S.I.D.). Dabei wurde die Archivistik neu in das Programm des Studienganges eingegliedert. Die Schule bildete damit Bibliothekare, Dokumentalisten und Archivare gemeinsam aus.
1998 wurde die Schule für Informations- und Dokumentationswissenschaften 1998 zu einem Studiengang der Fachhochschule. 1999 zog dieser nach Carouge in den Campus „de battelle“.